# L'ultimo settembre
L'ultimo settembre è un romanzo scritto da Elizabeth Bowen nel 1929.

## Edizioni
- L'ultimo settembre, trad. di Laura Merlatto, Mondadori, Milano 1948;
- L'ultimo settembre, trad. di Katia Bagnoli, La Tartaruga, Milano 1987; ora Neri Pozza, Vicenza 2011